# 吳天佑
吳天佑（英語：Antonio Ng Tin Yau，1993年2月10日—），香港男演員、節目主持及模特兒，現為無綫電視基本藝人合約藝員。

## 簡歷
吳天佑自小愛好打扮，立志成為化妝師。他曾就讀循道中學，2012年應任職警察的父親所求，修讀香港浸會大學國際學院傳理系副學士課程，2014年畢業後曾從事職模特兒工作，同時亦儲錢準備到日本進修彩妝造型設計。2017年，他投考無綫電視第29期藝員訓練班而涉足演藝圈，後來成為旗下基本藝人合約藝員；2018年獲安排加入《流行都市》擔任其中一位主持，亦會拍攝劇集。

## 演出作品

### 電視節目
| 首播       | 節目名                       | 備註 |
| 無綫電視   |                              | |
| 2018年     | 新春辦年貨                   | 演出開首音樂錄像 |
| 2018年至今 | 流行都市                     | 主持之一（與安德尊、胡諾言、焦浩軒、譚永浩、宋芝齡、劉彩玉、姚嘉妮、彭慧中、陳詩欣、黃嘉雯、蔡嘉欣、謝芷倫、張美妮、林秀怡及朱智賢主持） |
| 2020年     | 姊妹淘                       | 第三輯 第90集嘉賓 |
| 2020年     | 明愛暖萬心                   | 與汪明荃、麥美恩、何依婷及林溥來一同主持                                                                                                 |
| 2020年     | big big shop 抗疫感謝祭 續集 | 固定演出 |
| 2020年     | 香港原味道                   | 第五輯；與孔德賢、林正峰、黃庭鋒及劉頌鵬一同主持                                                                                         |
| 2020年     | 衝上雲霄大選                 | 固定演出 |
| 2021年     | 煮戰                         | 固定演出 |

### 電視劇
| 首播     | 劇名              | 角色                            |
| 無綫電視 |                   |                                 |
| 2018年   | 愛·回家之開心速遞 | 黃油兒子（第231集）             |
| 2018年   | 愛·回家之開心速遞 | 酒 保（第362集）                |
| 2018年   | 愛·回家之開心速遞 | 新 郎（第402集）                |
| 2018年   | 愛·回家之開心速遞 | 杰倫學長（第739集）             |
| 2018年   | 愛·回家之開心速遞 | 少年譚道德                      |
| 2018年   | 是咁的，法官閣下  | 文理大學學生（第4、5、7集）     |
| 2018年   | 兄弟              | 廉政公署調查員（第29集）        |
| 2019年   | 福爾摩師奶        | 神仙水小販（第13、15集）        |
| 2019年   | 白色強人          | 冰球球員（第1、18集）           |
| 2019年   | 十二傳說          | Simon                           |
| 2019年   | 包青天再起風雲    | 「解語軒」護院（第2 - 5集）     |
| 2019年   | 她她她的少女時代  | 香港文化大學大學生（第9集）     |
| 2019年   | 街坊財爺          | 侍 應（第8集）                  |
| 2019年   | 堅離地愛堅離地    | 紅龍隊隊員（第16集）            |
| 2019年   | 過街英雄          | 排隊街坊（第1集）               |
| 2020年   | 法證先鋒IV        | 醫 生（第11集）                 |
| 2020年   | 機場特警          | 林育城                          |
| 2020年   | 降魔的2.0         | 畫廊職員（第8集）               |
| 2020年   | 迷網              | Gilbert（第15集）               |
| 2020年   | C9特工            | 鐵手手下（第5、6、9、12、13集） |
| 2020年   | C9特工            | A5 手下（第9集）                |
| 2020年   | 香港愛情故事      | 方嘉良                          |
| 2021年   | 換命真相          | Patrick（第8、13、24集）        |
| 2022年   | 青春不要臉        | 葉鎮煌                          |
| 2022年   | 痞子殿下          | 留洋歌手（第22集）              |
| 2023年   | 法言人            | Jeff                            |
| 2023年   | 隱門              | 程有全                          |
| 2023年   | 你好，我的大夫    | 成家傑（年青）（第11集）        |
| 2024年   | 飛常日誌          | 麥劍文                          |
| 未播映   | 非常檢控觀        |                                 |
| 邵氏兄弟 |                   |                                 |
| 2019年   | 飛虎之雷霆極戰    | 飛虎隊成員                      |
| 2022年   | 飛虎之壯志英雄    | 飛虎隊成員                      |
| 2023年   | 廉政狙擊          | 蘇培力                          |

## 曾獲獎項與提名
| 年份   | 獎項                                 | 結果 |
| ------ | ------------------------------------ | ---- |
| 2020年 | 萬千星輝頒獎典禮2020「最佳節目主持」 | 提名 |

## 外部連結
- 吳天佑的Facebook專頁
- 吳天佑的Instagram帳戶